# Marinha Portuguesa
Die Marinha Portuguesa (deutsch Portugiesische Marine) ist die Seestreitmacht der Republik Portugal und eine von vier Teilstreitkräften der portugiesischen Streitkräfte. Sie hat eine Personalstärke von (2011) etwa 10.400 Männern und Frauen, darunter gut 10 % Offiziere und inklusive rund 1500 Angehörigen der Marineinfanterie.

## Geschichte der portugiesischen Marine
Die im Spätmittelalter entstandene portugiesische Marine trug mit ihren Entdeckungsfahrten wesentlich zur Herausbildung eines neuzeitlichen europäischen Weltbildes bei. Zu Beginn der Neuzeit erlebte die portugiesische Seefahrt ihre Blüte und erhob Portugal zur bedeutenden Seefahrernation und zur Kolonialmacht des ersten globusumspannenden Weltreichs. Die Entdeckungsfahrten Vasco da Gamas und anderer portugiesischer Seefahrer wurden Thema des portugiesischen Nationalepos „Die Lusiaden“. Die Flotte diente fortan vor allem zur Absicherung des portugiesischen Kolonialreichs und verfiel mit dem Zusammenbruch desselben.

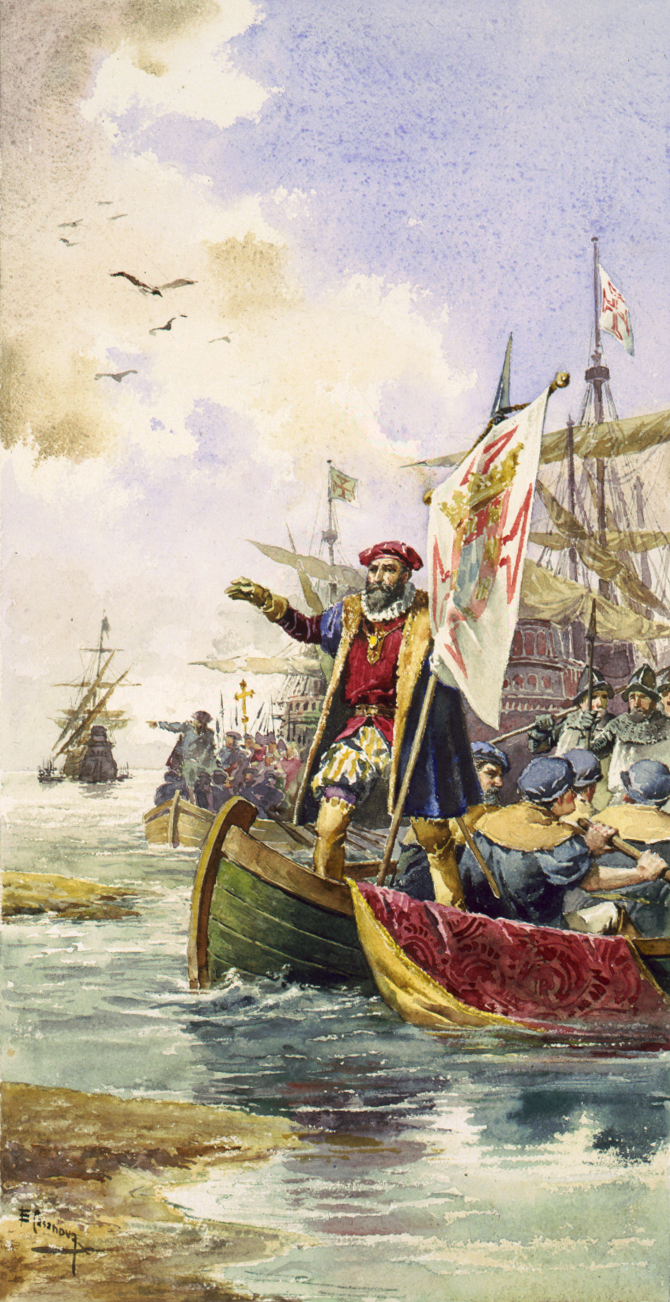
Vasco da Gamas Landung in Indien (1498) markierte den Höhepunkt der Entdeckungsfahrten.
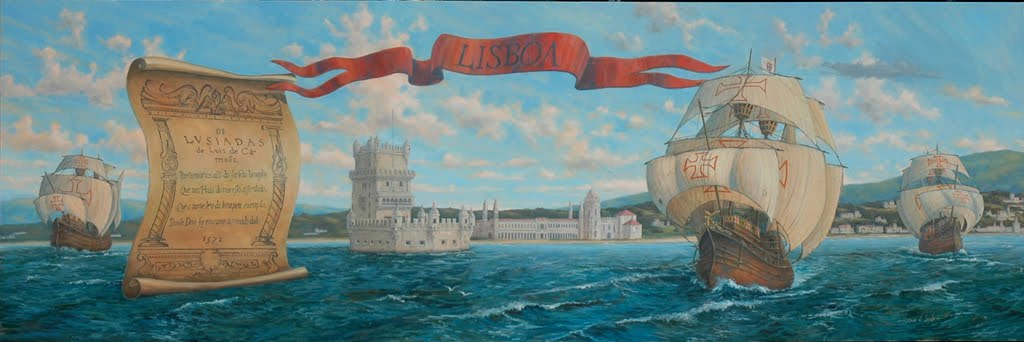
Die Entdeckungsfahrten wurden zum Kernthema des Nationalepos „Die Lusiaden“.
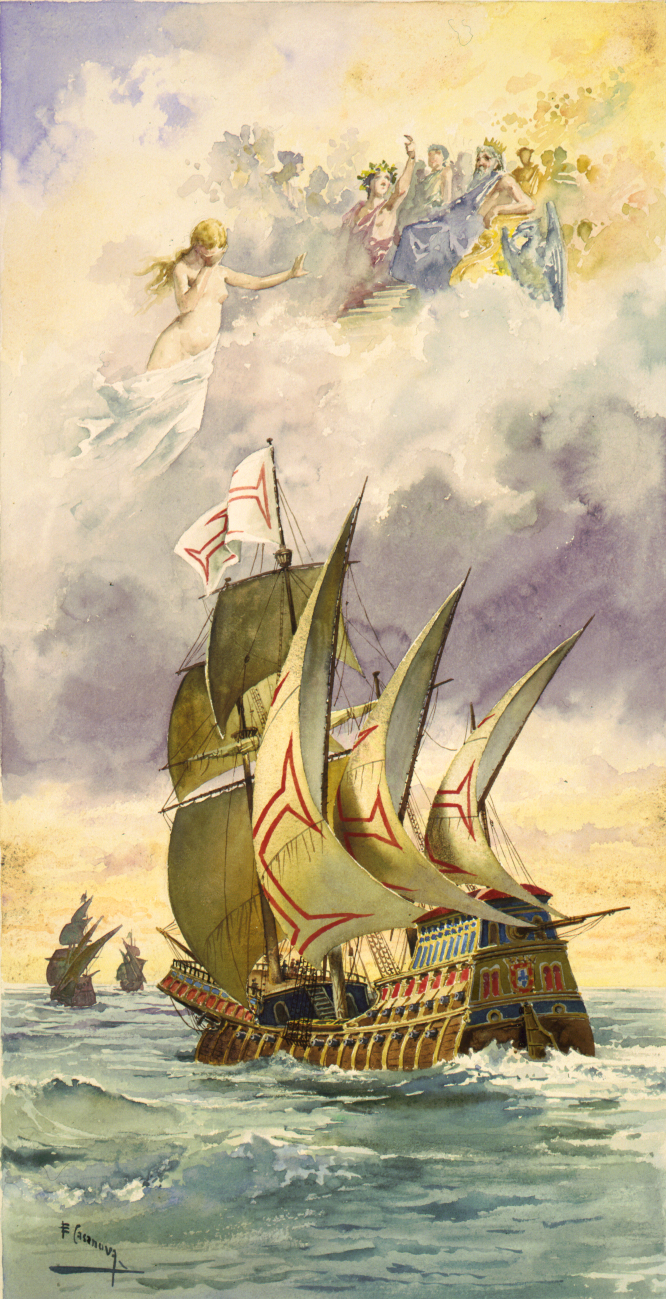
Schiff Vasco da Gamas und über die Lusiaden (die Portugiesen) wachende Götter

### Anfänge

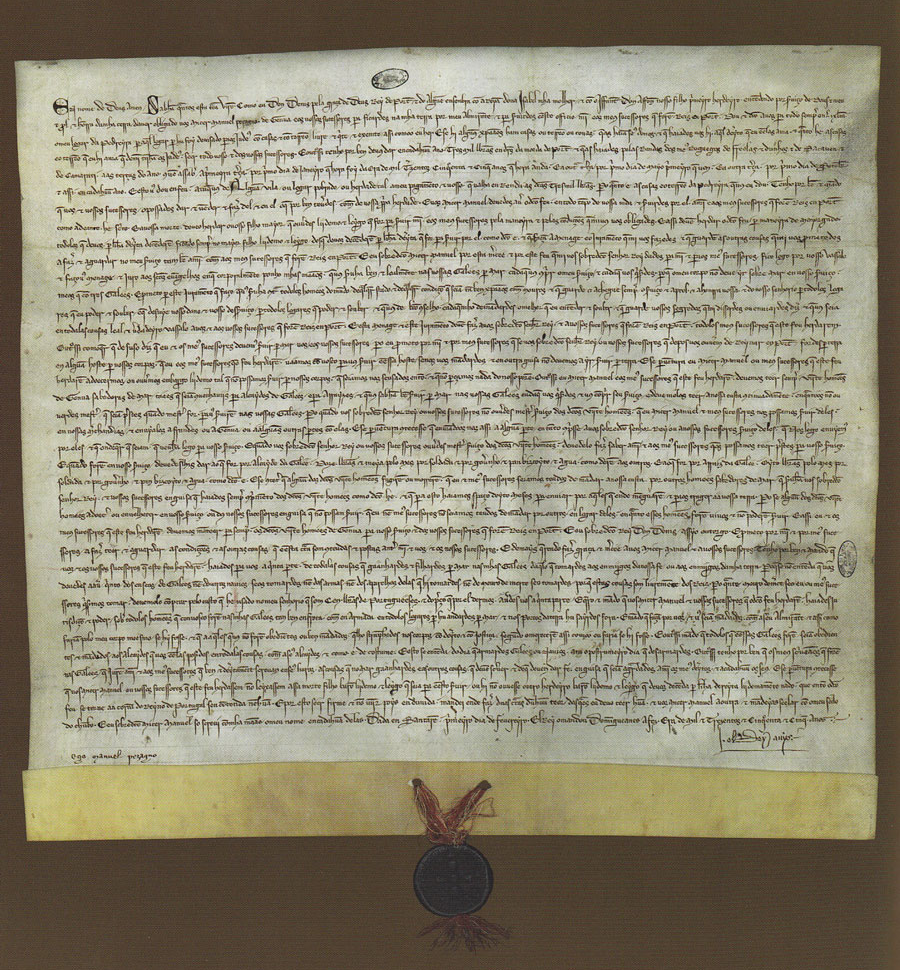
Dokument von 1317 über die Ernennung des Genuesers Pessanha zum ersten Admiral Portugals

Der Aufbau einer portugiesischen Marine begann unter König Dinis I. (1261/1279–1325). Portugals erster König Afonso I. (1109/1128–1185) hatte 1147 für die Eroberung Lissabons noch die Hilfe bremischer Schiffe und englischer Kreuzfahrer benötigt, doch schon unter seinem Urenkel, Dinis’ Vater Afonso III. (1210/1248–1279), hatten auch portugiesische Schiffe zwischen 1237 und 1250 bei der Blockade und Eroberung der letzten maurischen Hafenstädte und Küstenorte an der Algarve geholfen.
Die Eroberung von Badajoz (1230) und Niebla (1262) durch Kastilien sowie dauerhafte Grenzverträge (1267, 1297) hinderten Portugal fortan daran, sich zu Lande auszubreiten, nur zur See war eine Expansion noch möglich. Zudem war Portugal durch Kastiliens bzw. Spaniens Landmasse vom übrigen Europa abgeschnitten, seine englischen Verbündeten und flämischen bzw. italienischen Handelspartner waren nur auf dem Seeweg erreichbar. Diese Seewege wiederum, aber auch die portugiesischen Fischfanginteressen waren sowohl durch Kastilien bzw. Spanien und dessen Verbündeten als auch von maurischen Piraten bedroht.
Nicht allein die Notwendigkeit einer Flotte, sondern vor allem auch die Möglichkeit zur Schaffung einer Seestreitmacht führten zur Entstehung der portugiesischen Marine. Durch die Eroberung der Algarve hatte Portugal mit den maurischen Algarbiern ein Volk traditioneller Fischer und erfahrener Seeleute hinzugewonnen. Darüber hinaus standen seit Mitte des 13. Jahrhunderts auch genuesische Seeleute und Schiffe in portugiesischem Sold. Von den Algarbiern lernten die Genueser und Portugiesen die Navigation nach den Sternen und das Kreuzen gegen den Wind. Im Jahr 1312 verfügte Dinis die Schaffung einer Kriegsflotte und 1317 ernannte er schließlich den Genueser Kapitän Manuel Pessanha zum ersten Admiral des Königreichs Portugal (Almirante do Reino de Portugal).
Doch schon unter Dinis’ Sohn Afonso IV. (1291/1325–1357) konzentrierte sich Portugal zunächst wieder mehr auf eine Einmischung in innerkastilische Machtkämpfe als auf den Ausbau der Seemacht, wobei bereits 1337 der überwiegende Teil der von Pessanha in die portugiesische Flotte eingebrachten 20 Schiffe in einer Seeschlacht am Kap St. Vincent gegen die Kastilier verloren ging. Vor Saltés erlitten portugiesische Galeeren 1381 eine erneute Niederlage gegen Kastilien. Erst nach dem Landsieg von Aljubarrota gegen Kastilien (1385) und unter neuen Königen aus dem Haus Avis wandte sich Portugal endgültig der Seefahrt zu.

### Blüte

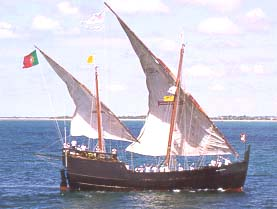
Portugiesische Karavelle

Aufstieg und Blüte der portugiesischen Seemacht sind eng mit Prinz Heinrich (1394–1460) verbunden, der den Beinamen „Der Seefahrer“ erhielt. In der gesamten damals bekannten europäischen und orientalischen Welt ließ Heinrich die verschiedensten Seekarten aufkaufen und in der legendären Seefahrtschule von Sagres (Academia Nautica) kopieren, abgleichen, überarbeiten und aktualisieren. Als Großmeister des Christusordens standen ihm dafür bedeutende Geldmittel und reichlich motiviertes Personal zur Verfügung. Nach Heinrichs Plänen bauten die Portugiesen den von den Mauren übernommenen Schiffstyp der Karavelle zu einem größeren Schiffstyp um. Mit ihr befuhren portugiesische Seefahrer bald das gesamte bekannte Seegebiet bis dessen damaliger Grenze auf der Höhe von Kap Bojador. 1415 eroberten sie mit Ceuta einen ersten Stützpunkt am gegenüberliegenden afrikanischen Ufer. Vor der afrikanischen Küste entdeckten und besiedelten die Portugiesen 1418 Madeira, 1431 die Azoren und 1456 die Kapverden. Bereits 1444 hatten sie Guinea, Goldküste (Ghana) und die Sklavenküste an der Nigermündung erreicht und dort erste Sklaven erbeutet.
Die eigentliche Bedeutung der portugiesischen Seefahrt bestand in der Umschiffung des Kap Bajador, der Entdeckung eines Seewegs nach Indien (Goa, seit 1506 portugiesisch) und China (Macau, seit 1557 portugiesisch) um das afrikanische Kap der Guten Hoffnung herum sowie der Entdeckung Brasiliens. Viele der neuentdeckten Orte an der westafrikanischen, der ostafrikanischen und der indischen Küste wurden von den Portugiesen bald darauf unterworfen, wodurch ein umfangreiches Kolonialreich entstand.
Die Absicherung des Kolonialreichs und seiner maritimen Verbindungswege steigerte die Rolle der Flotte noch mehr und überforderte sie zugleich. Vor allem im kolonialen Sklavenhandel von Afrika (Elmira, seit 1471 portugiesisch) nach Amerika (Brasilien, 1500 entdeckt, seit 1531 portugiesische Ansiedlung) entbrannte ein gnadenloser Konkurrenzkampf weniger mit Spaniern und Piraten als vielmehr mit Engländern, Franzosen und Niederländern, später auch mit Dänen, Schweden und Brandenburgern. Diese aufrüstenden neuen Seemächte nahmen den alten Seemächte Portugal und Spanien allmählich Kolonien und Sklavenhandel ab und reduzierten sie zu Seemächten zweiten Ranges. Lediglich gegen arabische, persische, indische, malaiische und chinesische Schiffe konnten sich portugiesische Flotten weiterhin behaupten.

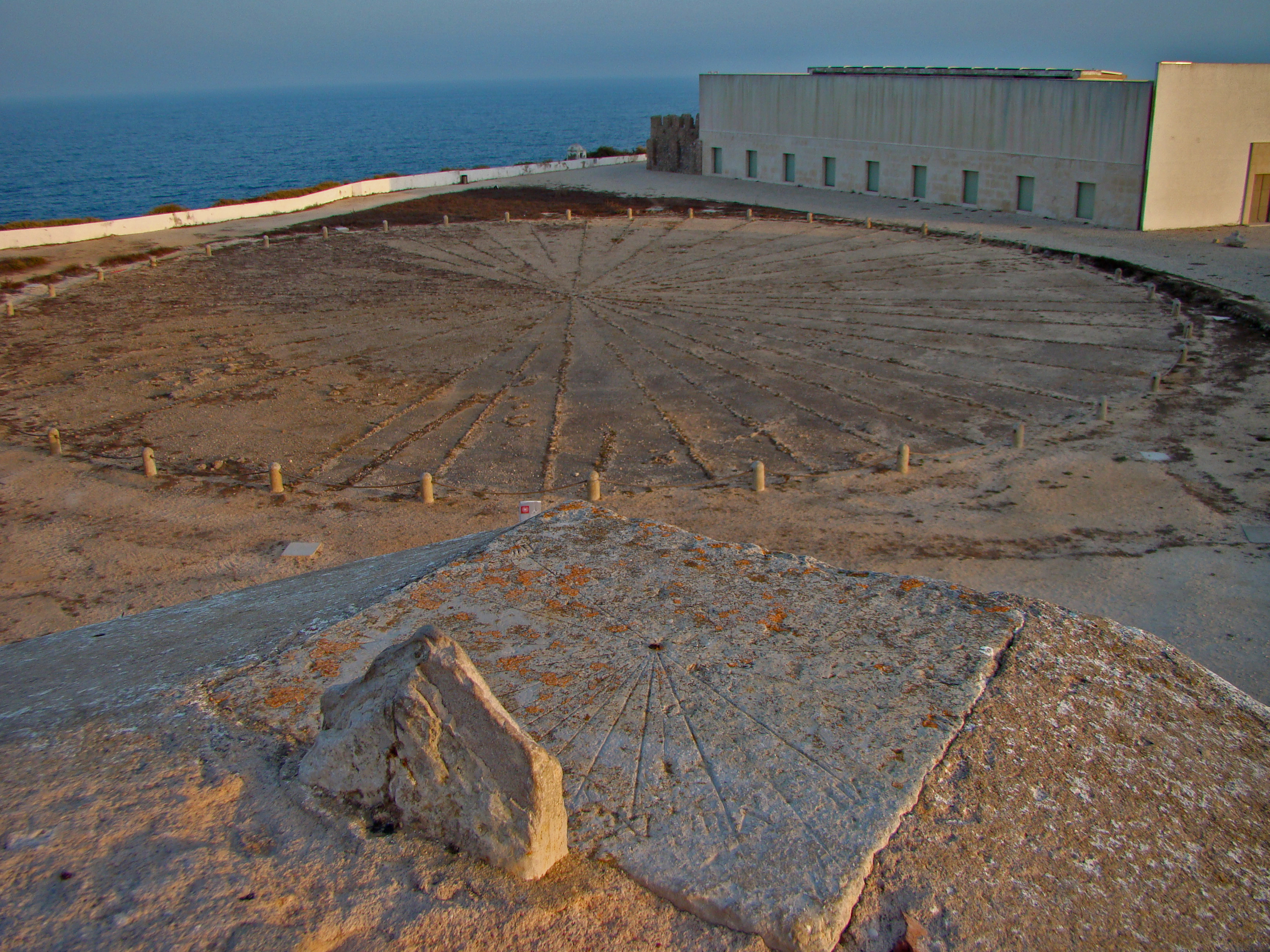
Reste der (1587 von Engländern zerstörten) Seefahrerschule Sagres
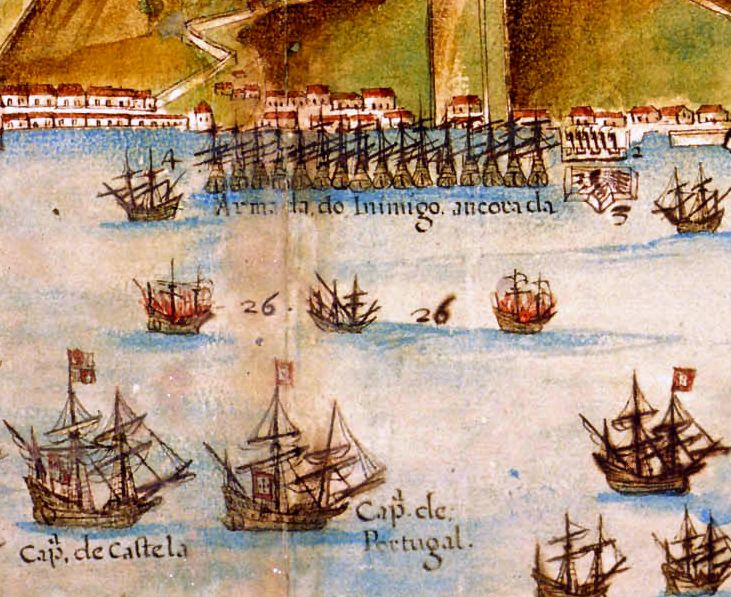
Eine portugiesisch-spanische Flotte erobert Bahia zurück (1625).
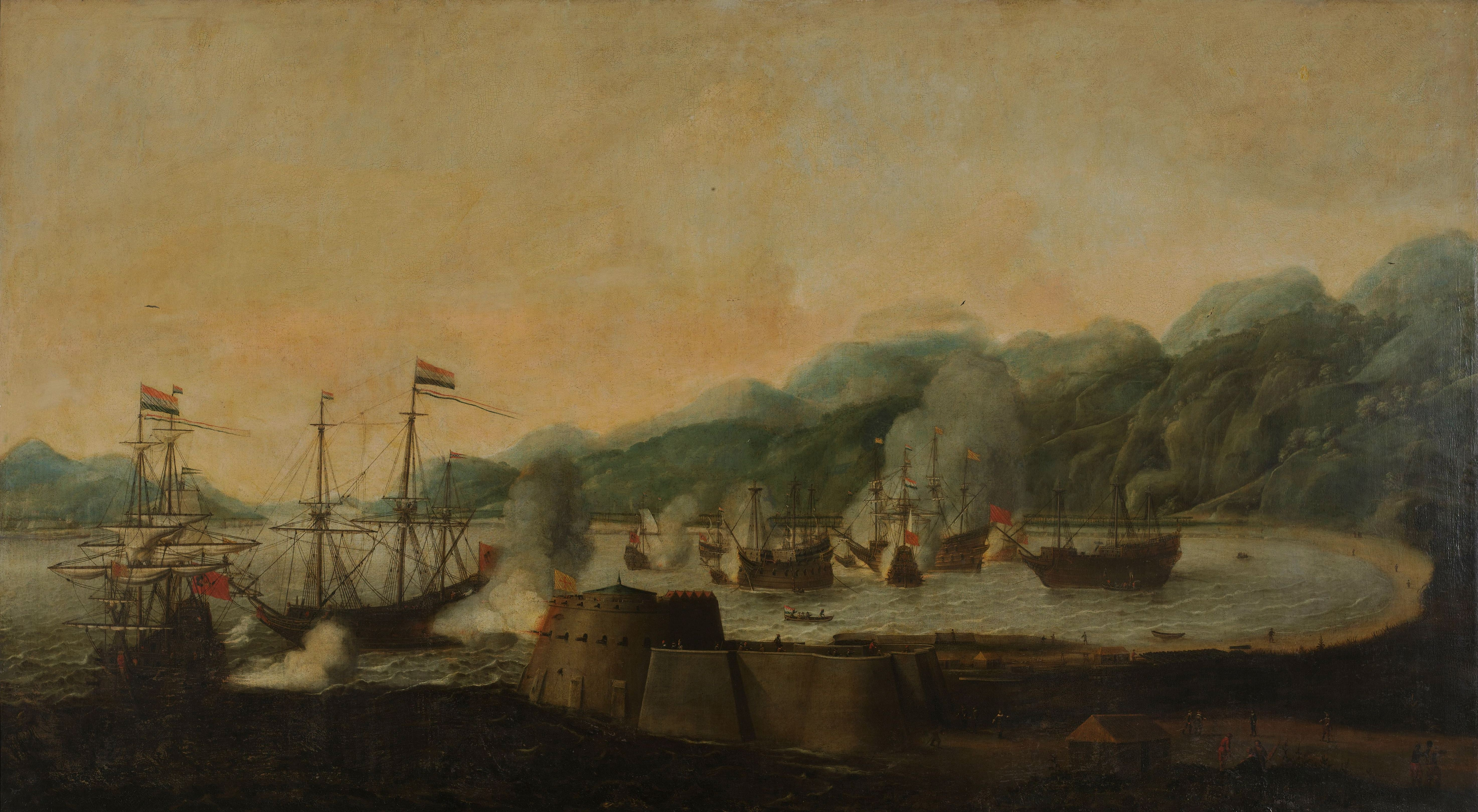
Niederländische Schiffe greifen portugiesische Schiffe vor Goa an (1639)

### Niedergang
Ein schwerer Schlag für die portugiesische Marine war der Feldzug von König Sebastian (1554/1568–1578) gegen Marokko. In der Schlacht von Alcácer-Quibir wurde 1578 nicht nur das gesamte Landheer vernichtet und der König sowie der Großteil des Adels getötet, auch 500 Schiffe gingen bei dem Unternehmen verloren. Das derart geschwächte Portugal verlor 1580 seine Unabhängigkeit an Spanien, Spanien schlug 1582 eine dagegen opponierende portugiesisch-französische Flotte vor den Azoren. Der Rest der portugiesischen Flotte wurde der Spanischen Armada angegliedert und erlitt mit ihr zusammen 1588 eine empfindliche Niederlage gegen England.

„Aber die Seegeltung der [Iberischen] Halbinsel, zu der sie wie geschaffen erscheint durch ihre Lage zwischen den beiden Meeren [...] ist nach kurzer Blüte im späteren Mittelalter und zur Zeit der großen Entdeckungen hauptsächlich zugrunde gegangen [...] an der Herrschaft der Hochländer, die dem Seewesen stets verständnislos gegenüberstanden, über die Küstenlandschaften, die selbst aber zu klein waren, um aus sich heraus dauernd die See zu beherrschen. [...] Portugals Seemacht ging zugrunde, als Spanien seine Faust, wenn auch nur vorübergehend, auf Portugal legte.“

In Union mit Spanien wurde Portugal auch in den Niederländischen Unabhängigkeitskrieg hineingezogen, zwischen 1602 und 1662 eroberten die Niederländer trotz eines portugiesischen Seesieges bei Kap Rachado (1606) und zweier portugiesisch-spanischer Siege vor Bahia (1625 und 1631) Teile der portugiesischen Kolonien Brasilien (1630–1654), Elmira (1637), Malacca (1641), Angola (1641–1648, außer Luanda), die Molukken (1653), Ceylon (1658) sowie die indische Malabarküste (1662, außer Goa); Goa, Luanda und Macau wurden belagert. Die Niederlagen gegen die Engländer im Seegefecht vor Suvali (1612) und gegen die Niederländer vor Malacca (1641) markierten das Ende der portugiesischen Seeherrschaft im indischen Raum, auch omanische Piraten und „Froschmänner“ setzten den Portugiesen zu. Perser und Araber schüttelten die portugiesische Herrschaft an ihren und den ostafrikanischen Küsten schließlich ab (1698, außer Mocambique). In Europa jedoch, wo die Niederländer den vereinten Spaniern und Portugiesen noch 1639 in der Seeschlacht bei den Downs eine weitere folgenschwere Niederlage beigebracht hatten, bildeten die Niederlande und Portugal seit 1641 eine Allianz gegen Spanien, eine vereinte Flotte unterlag aber 1641 den Spaniern in einer Seeschlacht vor Kap St. Vincent.
Auch die Franzosen unternahmen mehrere Versuche, Teile Brasiliens zu erobern bzw. sich dort festzusetzen (1555–1567, 1590–1604, 1610–1615, 1655–1660), konnten jedoch von portugiesischen Land- und Seestreitkräften vertrieben werden. Dennoch, vor allem mit französischer und englischer Hilfe konnte Portugal in einem 26-jährigen Kampf (1640–1666) gegen Spanien seine Unabhängigkeit wiedererlangen und zumindest einige der Kolonien von den Niederländern zurückerobern. Die Portugiesische Flotte als Seemacht war den anderen Mächten zahlenmäßig unterlegen, doch an der Seite eines Bündnispartners (Briten oder Spanier) machte dies die zahlenmäßige Unterlegenheit deutlich wett. Im 18. Jahrhundert ereigneten sich vor allem vor der Colonia del Sacramento in der La-Plata-Mündung Seegefechte zwischen portugiesisch-britischen und spanischen Kriegsschiffen. 1735/37 konnten die Portugiesen eine spanische Blockade Sacramentos aufheben, 1762 und 1776/77 scheiterten sie jedoch mit eigenen Landungsoperationen.
Nach dem Erdbeben von 1755, das auch noch die Ruinen der Schule von Sagres zerstörte, wurde nicht nur das Land, sondern auch die Flotte neuaufgebaut: 1763 wurde ein Marineministerium geschaffen und 1779 eine neue Marine-Akademie gegründet. Während der französisch-spanischen Invasion Portugals (1807) entzog sich die portugiesische Flotte dem Zugriff durch Napoleon, die Evakuierung des gesamten Hofstaates nach Rio de Janeiro stellte logistisch eine letzte Spitzenleistung dar. Flankiert von britischen Kriegsschiffen brachten 36 portugiesische Kriegsschiffe und zahlreiche Transportschiffe 18.000 Höflinge sowie den Staatsschatz über den Atlantik nach Brasilien und den Großteil davon 1821 wieder zurück.

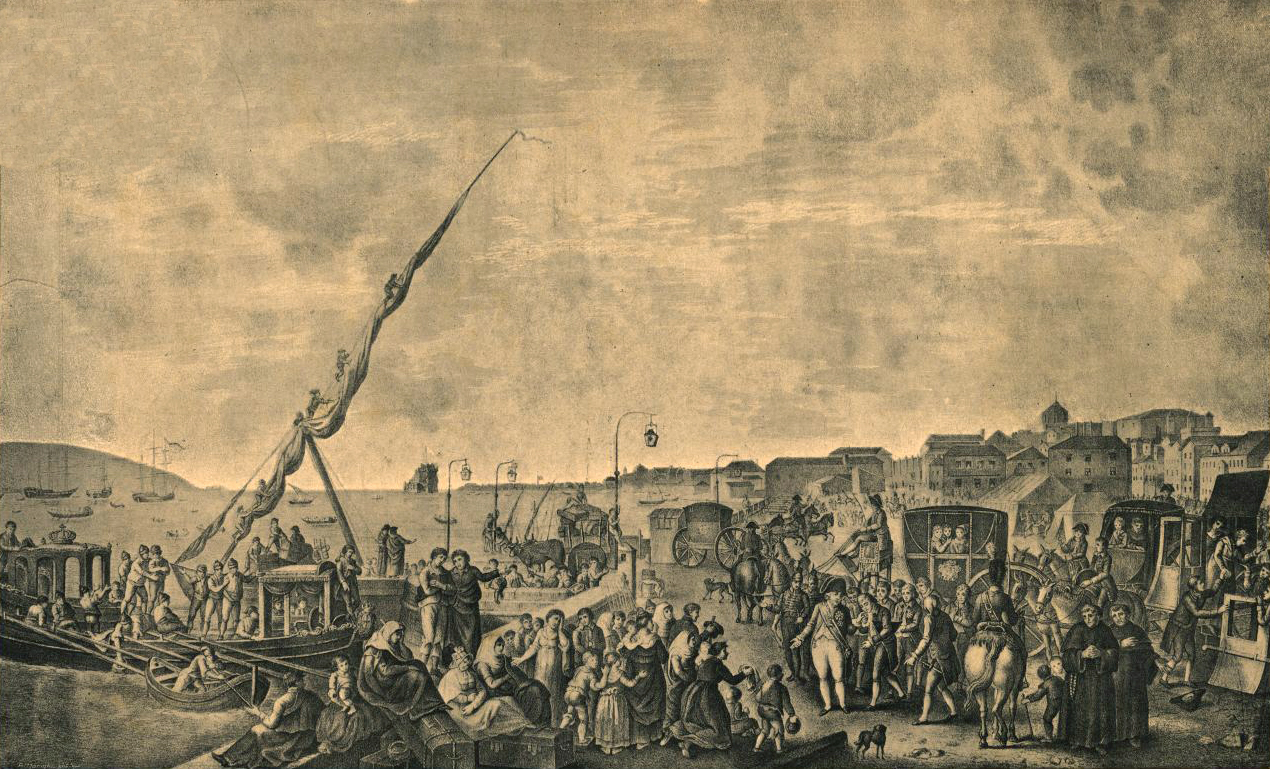
Einschiffung des portugiesischen Königshofes nach Brasilien (1807)
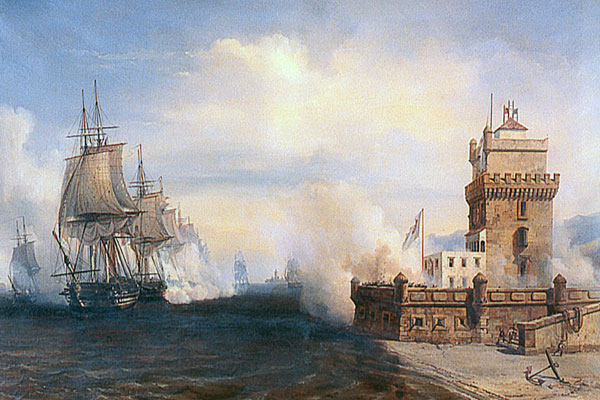
Eine französische Flotte zerstört portugiesische Schiffe an der Tejo-Mündung (1831).
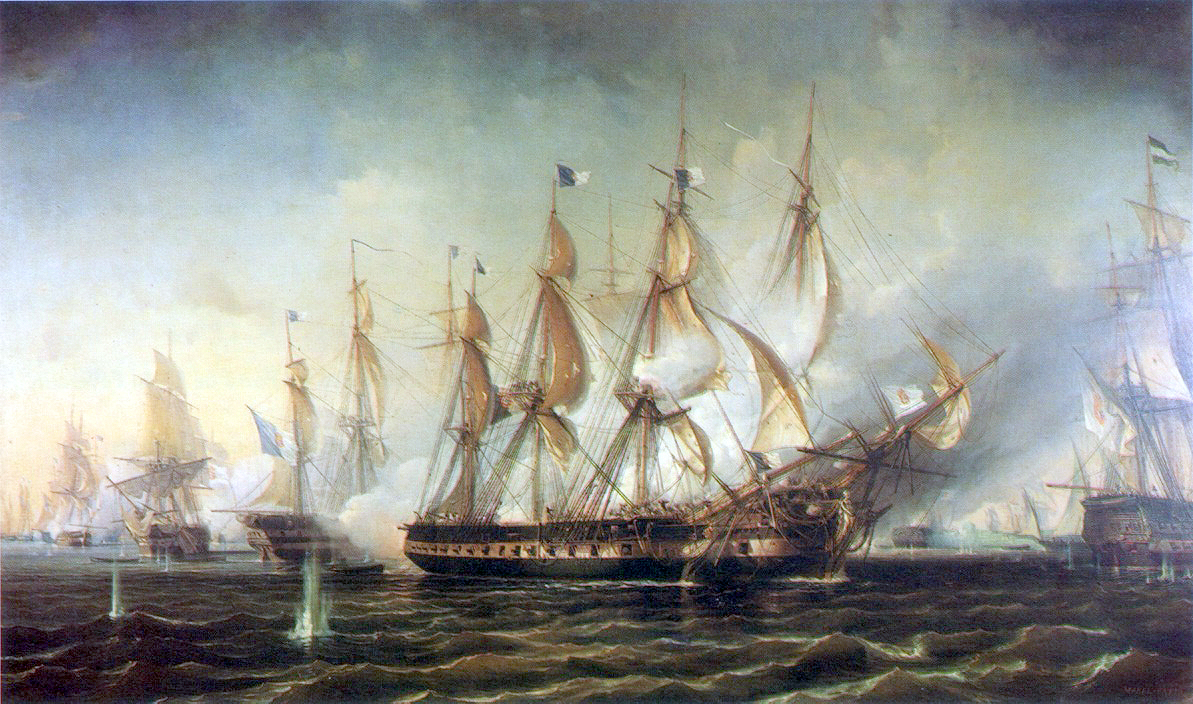
Vor Kap St. Vincent bekämpfte die portugiesische Marine sich selbst (1833).

Während des Brasilianischen Unabhängigkeitskrieges wurden portugiesische Schiffe 1822 und 1823 vor Bahia von brasilianischen Marineverbänden angegriffen. Die seit dem Verlust Brasiliens hoffnungslose Bedeutungslosigkeit der portugiesischen Marine zeigte sich deutlich im Portugiesischen Bürgerkrieg. Zuerst konnte sie 1829 vor Vila da Praia die liberalen Aufständischen nicht an der Besetzung der Azoren, dann 1831 eine französische Flotte nicht am Einlaufen in den Tejo und am Beschuss Lissabons hindern, und obwohl der Großteil der portugiesischen Flotte loyal zu Dom Miguel war, unterlag sie 1833 in einer erneuten Seeschlacht vor Kap St. Vincent der Flotte Dom Pedros und konnte dessen Landung in der Algarve nicht verhindern. Vor dem französischen Angriff auf Lissabon verfügte die portugiesische Flotte über elf Linienschiffe, von denen die Franzosen sieben zerstörten. Nach dem Ende des Bürgerkriegs und der Wiedervereinigung bestand die portugiesische Flotte aus sechs Linienschiffen. Nach dem Verbot des Sklavenhandels (1836) spielten Flotte und Kolonien zunächst eine untergeordnete Rolle, im Jahr 1865 beschlossene Neubauten wurden kaum verwirklicht. Im Jahr 1876 umfasste die Flotte erst 26 Dampfer, aber noch immer elf Segelschiffe.
Über den Zustand der portugiesischen Handelsschifffahrt, die den Zustand der Kriegsmarine widerspiegelte, schrieb der deutsche Konsul in Lissabon 1887:

„Die Schiffahrt, wesentlich Segelschiffahrt, geht mit jedem Jahre mehr zurück, so daß die portugiesische Flagge aus dem Weltverkehr zu verschwinden droht. Die wenigen Segler, welche noch vorhanden sind, dienen dem Verkehr mit den westafrikanischen Kolonien und Brasilien; Fahrten nach Ostafrika, geschweige denn nach Ostindien, haben so gut wie aufgehört. Die Dampfschiffahrt beschränkt sich auf die westafrikanische Linie mit sechs Dampfern und die Azorische Linie mit zwei Dampfern. Die Verbindung mit Ostafrika wird durch eine britische Linie vermittelt. (Zentrales Staatsarchiv Potsdam, Bestand Auswärtiges Amt, Akten-Nr. 53466)“

### Modernisierung

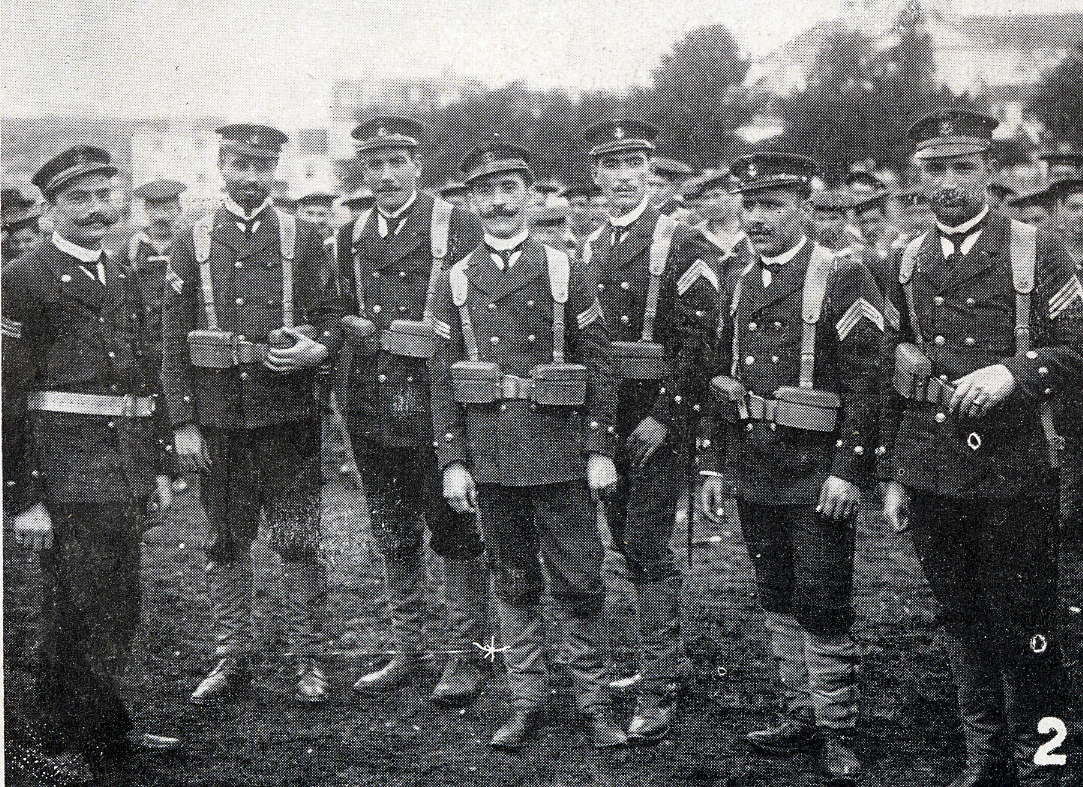
Unteroffiziere der Marineinfanterie vor ihrer Einschiffung nach Angola (1907)

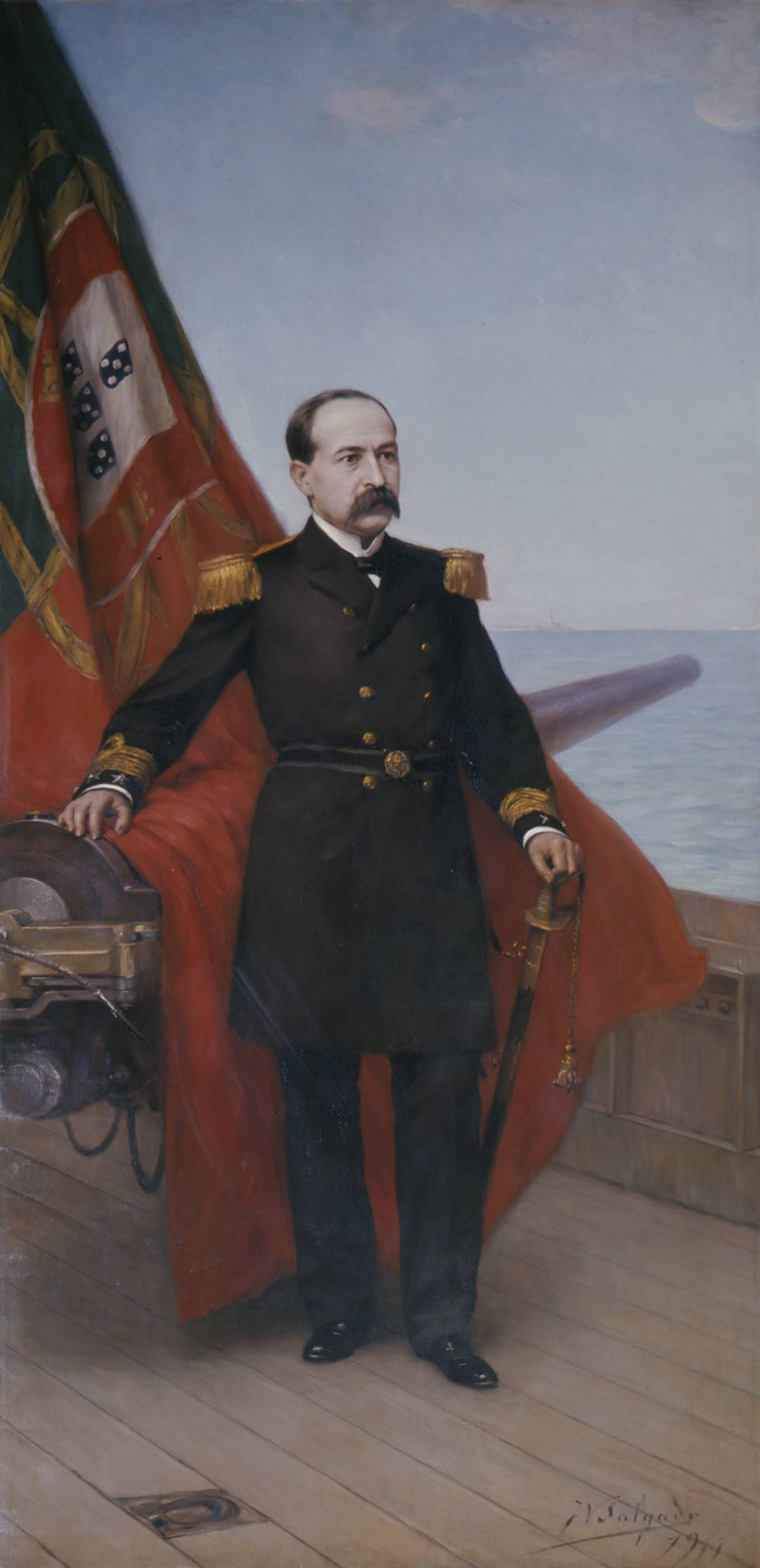
Ein Revolutionsführer von 1910 war Admiral Carlos Cândido dos Reis, der sich allerdings gleich zu Anfang das Leben nahm, da er den Umsturz irrtümlich für gescheitert hielt. (Sein Flaggschiff, die Dom Carlos I., wurde danach in Almirante Reis umbenannt.)

Beim Wettlauf um die Aufteilung Afrikas konnte sich Portugal ohne bedeutende Seemacht den französischen und britischen Kolonialinteressen 1884/85 und 1890 nicht entgegenstellen. Die Flotte wurde daher wieder vergrößert und umfasste Ende der 1880er etwa 50 Schiffe, davon allerdings nur 11 größere und modernere. Im Jahr 1896 umfasste die portugiesische Kriegsflotte einen noch im Bau befindlichen Kreuzer, eine alte Panzerkorvette, sechs Korvetten, 21 Kanonenboote, neun Torpedoboote und ein U-Boot sowie einige Transportschiffe, Schulschiffe und kleinere Kanonenboote für den Zolldienst. Da die meisten dieser Schiffe alt waren, wurde der Bau von zwei gepanzerten Küstenverteidigungsschiffen, vier Panzerdeckschiffen, vier Korvetten, drei Torpedoavisos und zwölf weiteren Torpedobooten geplant. Angesichts der Lehren, die Portugal aus der Vernichtung der veralteten spanischen Flotten durch die modernere US Navy (1898: Spanisch-Amerikanischer Krieg) zog und mit den Möglichkeiten der industriellen Revolution wurde die Marine auch so weit modernisiert, wie es die schwachen Finanzen Portugals zuließen. Mit britischen Krediten wurde ein 20 Millionen Pfund schweres Rüstungsprogramm aufgelegt, dass den Bau von zehn größeren Schlachtschiffen (Dreadnoughts) und mehreren kleineren Kriegsschiffen in britischen Werften bzw. durch britische Firmen in portugiesischen Werften vorsah. Im Jahr 1910 wurde das erste moderne U-Boot in Dienst gestellt, weitere U-Boote und Kreuzer wurden gebaut. Eine Meuterei auf drei Kriegsschiffen in der Tejo-Mündung war es schließlich, die sich 1910 zur Revolution entwickelte und zur Errichtung der Portugiesischen Republik führte. Eines dieser drei Schiffe war der Kreuzer Dom Carlos I., auf dem es schon 1906 eine misslungene republikanische Meuterei gegeben hatte.

Das Kanonenboot Pátria wurde 1903 durch Spenden portugiesischer Auswanderer nach Brasilien finanziert[9]
Der Kreuzer Dom Carlos I. war eines der drei Kriegsschiffe, auf denen die republikanische Meuterei 1910 begann.
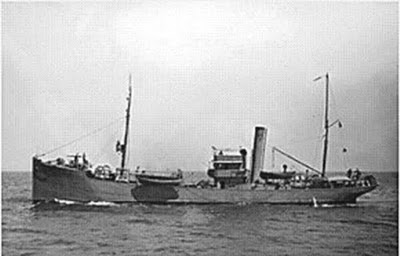
Die Augusto de Castilho wurde 1918 versenkt, beschädigte aber das angreifende deutsche U-Boot

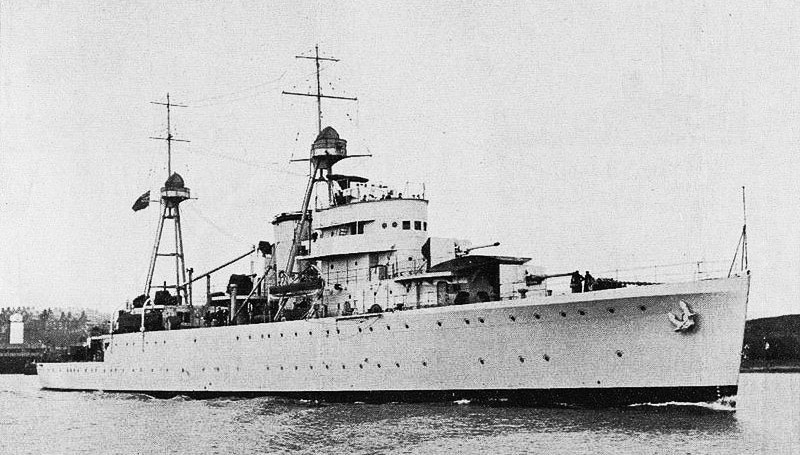
Auf der Afonso de Albuquerque brach 1936 eine linke Meuterei aus. 1961 wurde sie durch die indische Marine versenkt.

Da Portugal im Ersten Weltkrieg auf alliierter Seite gegen Deutschland in den Krieg eintrat, beschoss 1916 das deutsche U-Boot U 38 den Madeira-Hafen von Funchal. Die portugiesische Adamastor deckte Mosambik gegen deutsche Seeoperation. Beim letzten U-Boot-Angriff des Ersten Weltkrieges versenkte Ende 1918 vor dem Azoren-Hafen von Ponta Delgada das deutsche U-Boot U 139 das Patrouillenboot Augusto de Castilho. Es gelang dem portugiesischen Schiff aber, einen Dampfer zu beschützen und auch das deutsche U-Boot zu beschädigen. Insgesamt verlor Portugal 1917 und 1918 mindestens 96 Schiffe mit 100.000 BRT.
Zwischen den beiden Weltkriegen plante Portugal zeitweise den Bau eines Flugzeugträgers. Im Jahr 1922 bestand die Kriegsflotte aus vier geschützten Kreuzern, zwölf Kanonenbooten (davon drei auf Stapel), zwei ungeschützten Kreuzern, vier Zerstörern, drei U-Booten, sechs von der Österreichisch-Ungarischen Marine übernommenen Torpedobooten sowie einigen älteren Schiffen. Insgesamt umfasste die portugiesische Kriegsflotte Mitte der 1930er Jahre nur etwa 40 Schiffe unter 4000 Tonnen.
Zu Beginn des Spanischen Bürgerkriegs plante das portugiesische Salazar-Regime die Unterstützung der nationalistischen Putschisten durch portugiesische Kriegs-, Transport- und Versorgungsschiffe. Dagegen brach am 8. September 1936 auf zwei Kriegsschiffen, die im Tejo bei Lissabon vor Anker lagen (dem Aviso Afonso de Albuquerque und dem Zerstörer Dão), eine kommunistisch inspirierte Meuterei aus. Unter Führung des Unteroffiziers Francisco Horta wurden die Offiziere abgesetzt und die Meuterer legten ab, um auf Seiten der spanischen Republik in den Bürgerkrieg einzugreifen. An der Mündung des Tejo zwang Beschuss vom Land aus sie aber zur Aufgabe.
Im Zweiten Weltkrieg blieb Portugal neutral und die Flotte untätig. Die Marine blieb fortan eine feste Stütze des Regimes, von 1958 bis 1974 fungierte Admiral Américo Tomás als Staatspräsident von Salazars Gnaden. Die veraltete Flotte konnte aber 1961 die indische Annexion Goas nicht verhindern (wobei die indische Marine schließlich die Afonso de Albuquerque versenkte). Sie diente in Portugals Kolonialkrieg (1961–1974) zur Verschiffung zusätzlicher Kolonialtruppen.
Im Zuge der Nelkenrevolution (April 1974), während der das Regime noch vergeblich die Fregatte Gago Coutinho zu Hilfe gerufen hatte, erhielten die Kolonien die Unabhängigkeit; seitdem hat die Marine nur noch die Aufgabe, das „strategische Dreieck“ zwischen Festland-Portugal, Madeira und den Azoren zu sichern.
Portugal ist seit 1949 Mitglied der NATO und hat seit 1950 mehrere Luftwaffen- und Marinestützpunkte auf den Azoren an die USA verpachtet. Noch während des Kolonialkrieges und noch während der Salazar/Caetano-Diktatur kaufte Portugal sechs ab 1970 von Blohm + Voss gebaute Korvetten, die speziell für den Einsatz in flacheren Küstengewässern wie denen Guineas ausgelegt sind (siehe João-Coutinho-Klasse: vier davon sind (Stand 2013) noch in Dienst).
1991 wurden drei von der Howaldtswerke-Deutsche Werft speziell für die U-Boot-Abwehr gebaute Fregatten übergeben.
2004 bestellte Portugal zwei U-Boote bei HDW; Näheres hier.

### Zeittafel

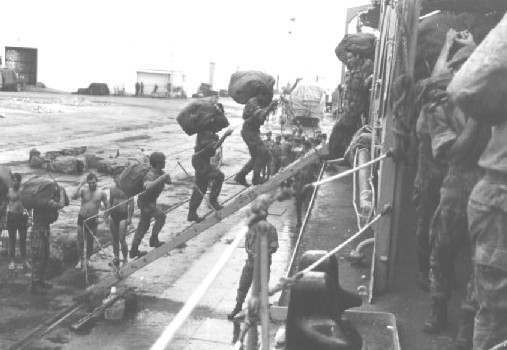
Während Portugals Kolonialkrieg in Afrika diente die Marine bis 1974 der Verschiffung von Kolonialtruppen

- 1180 – Seegefecht gegen Mauren bei Cabo Espichel
- 1312 – Schaffung einer ständigen portugiesischen Flotte, 1317 wird ein Genueser erster portugiesischer Admiral
- 1337 – Seeschlacht gegen Kastilien vor Kap St. Vincent
- 1359 – Seeschlacht gegen Aragon vor Barcelona
- 1373 – Seeschlacht von Lissabon gegen Kastilien
- 1381 – Seeschlacht vor Saltés gegen Kastilien
- 1384 – Seeoperationen gegen Kastilien vor der galicischen Küste
- 1384 – Seegefecht gegen Kastilien vor der Tejo-Mündung bei Lissabon
- 1433 – Umschiffung von Kap Bojador
- 1435 – Kreuzzug gegen Marokko
- 1478 – Seegefecht gegen Kastilien im Golf von Guinea
- 1487 – Umschiffung Afrikas beim Kap der Guten Hoffnung
- 1498 – Landung in Indien
- 1501 – Seegefecht gegen Inder vor Calicut
- 1502 – Seegefecht gegen Inder vor Calicut
- 1504 – Seegefecht gegen Inder vor Cochin
- 1506 – Seegefecht gegen Inder und Osmanen vor Cannanore
- 1508 – Seegefecht gegen Inder und Mameluken vor Chaul
- 1508 – Seegefecht gegen Inder vor Dabul
- 1509 – Seegefecht gegen französische Freibeuter vor Kap Finisterre
- 1509 – Seeschlacht von Diu gegen Mameluken, Osmanen und Inder
- 1513 – Seegefecht gegen Malayen vor Malakka
- 1522 – Seegefecht gegen China vor Tamao
- 1535 – Seeschlacht gegen Osmanen als Teil einer spanischen Flotte vor La Goletta bei Tunis
- 1554 – Seegefecht gegen Araber, Perser und Osmanen im Golf von Oman
- 1578 – Land- und Seeoperation gegen Marokko
- 1582 – Seegefecht gegen Spanien vor den Azoren
- 1587 – Engländer unter Francis Drake zerstören Sagres
- 1588 – Seeschlacht gegen England als Teil der Spanischen Armada im Ärmelkanal
- 1594 – Seegefecht gegen England vor der Ilha do Faial
- 1601 – Seegefecht gegen die Niederlande vor Bantam, Java
- 1601 – Seeschlacht gegen die Niederlande und England im Persischen Golf
- 1606 – Seegefecht gegen die Niederlande vor Kap Rachado, Malakka
- 1606 – Erneute Seeschlacht vor Malakka gegen die Niederlande
- 1612 – Seegefecht vor Suvali gegen England bei Surat (Indien)
- 1625 – Seeschlacht gegen England, die Niederlande und Persien im Golf von Hormuz
- 1625 – Seegefecht gegen Malayen vor Malakka
- 1625 – Seeschlacht gegen die Niederlande vor Bahia, Brasilien
- 1631 – Seegefecht gegen die Niederlande vor Pernambuco, Brasilien
- 1638 – Verteidigung von Goa gegen die Niederlande
- 1639 – Seegefecht gegen die Niederlande vor Mormugão bei Goa
- 1640 – Seeschlacht gegen die Niederlande vor Paraíba, Brasilien
- 1639 – Seeschlacht bei den Downs gegen die Niederlande
- 1640 – Seegefecht gegen die Niederlande vor der Amazonasmündung bei Gurupá
- 1641 – Seeschlacht gegen die Niederlande vor Malakka
- 1641 – Seegefecht gegen Spanien vor Kap St. Vincent
- 1647 – Seegefecht gegen die Niederlande vor Bahia, Brasilien
- 1649 – Seegefecht gegen die Niederlande vor Recife, Brasilien
- 1654 – Seegefecht gegen die Niederlande vor Colombo, Ceylon
- 1656 – Seegefecht gegen die Niederlande vor Cochin, Indien
- 1705 – Unterstützung der britischen Marine gegen Spanien vor Gibraltar
- 1710 – Seegefecht gegen französische Freibeuter vor Rio de Janeiro, Brasilien
- 1711 – Seeschlacht gegen Frankreich vor Rio de Janeiro, Brasilien
- 1717 – Seeschlacht gegen die Osmanen vor Cabo Matapão
- 1721 – Seegefecht gegen französische Freibeuter vor St. Denis, Madagaskar
- 1737 – Seegefecht gegen Spanien vor Sacramento
- 1752 – Seegefecht gegen Inder vor Calicut
- 1776 – Seegefecht gegen Spanien vor Sacramento
- 1801 – Blockade einer spanisch-französischen Flotte in Cadiz durch ein britisch-portugiesisches Geschwader
- 1807 – Evakuierung des Königshofes von Lissabon nach Rio de Janeiro
- 1809 – Seegefecht gegen Chinesen vor Macau
- 1810 – Seegefechte gegen Chinesen vor Macau
- 1822 – Seegefecht gegen Brasilien vor Rio Cotegipe do Bahia
- 1823 – Seegefecht gegen Brasilien vor Salvador do Bahia
- 1829 – Seeschlacht zwischen Liberalen und Miguelisten vor den Azoren
- 1831 – Seegefecht gegen Frankreich in der Tejo-Mündung
- 1833 – Seeschlacht zwischen Liberalen und Miguelisten vor Kap St. Vincent
- 1881 – Kanonenbootpolitik vor Tanger, Marokko
- 1893 – Evakuierung portugiesische Bürger aus Rio de Janeiro, Brasilien
- 1897 – Kanonenbootpolitik gegenüber Siam
- 1910 – Einsatz gegen chinesische Piraten auf Coloane
- 1912 – Einsatz gegen Rebellen auf Portugiesisch-Timor
- 1916 – deutscher U-Boot-Angriff auf Funchal, Madeira
- 1918 – deutscher U-Boot-Angriff vor São Miguel
- 1936 – Meuterei auf der Afonso de Albuquerque
- 1961 – Seegefecht der Afonso de Albuquerque gegen indische Einheiten bei Mormugão

## Ausrüstung
Im Folgenden eine Übersicht der wichtigeren Schiffsklassen in Diensten der Marine Portugals. Den Namen der schwimmenden Einheiten wird das Präfix NRP vorangestellt, er steht für Navio da República Portuguesa (deutsch: Schiff der Portugiesischen Republik).

### Fregatten
| Schiffsklasse   | Herkunft    | Foto | Schiffe                                                                  | Verdrängung | Anmerkungen                                               |
| --------------- | ----------- | ---- | ------------------------------------------------------------------------ | ----------- | --------------------------------------------------------- |
| Bartolomeu Dias | Niederlande |      | NRP Bartolomeu Dias (F333) NRP Dom Francisco de Almeida (F334)           | 3320 t      | ehemalige Einheiten der Königlich Niederländischen Marine |
| Vasco da Gama   | Deutschland |      | NRP Vasco da Gama (F330) NRP Álvares Cabral (F331) NRP Corte-Real (F332) | 3200 t      |                                                           |

### U-Boote
| Schiffsklasse | Herkunft    | Foto | Schiffe                              | Verdrängung | Anmerkungen |
| ------------- | ----------- | ---- | ------------------------------------ | ----------- | ----------- |
| Tridente      | Deutschland |      | NRP Tridente (S167) NRP Arpão (S168) | 2020 t      |             |

### Patrouillenboote
| Schiffsklasse           | Herkunft                | Foto                    | Schiffe                                                                                             | Verdrängung             | Anmerkungen                                        |                         |
| Hochseepatrouillenboote | Hochseepatrouillenboote | Hochseepatrouillenboote | Hochseepatrouillenboote                                                                             | Hochseepatrouillenboote | Hochseepatrouillenboote                            | Hochseepatrouillenboote |
| ----------------------- | ----------------------- | ----------------------- | --------------------------------------------------------------------------------------------------- | ----------------------- | -------------------------------------------------- | ----------------------- |
| Viana do Castelo        | Portugal                |                         | NRP Viana do Castelo (P360) NRP Figueira da Foz (P361) NRP Sines (P362) NRP Setúbal (P363)          | 1850 t                  | Sechs weitere Einheiten geplant                    |                         |
| Baptista de Andrade     | Spanien                 |                         | NRP João Roby (F487)                                                                                | 1380 t                  | Wird durch die Viana-do-Castelo-Klasse ersetzt     |                         |
| Küstenpatrouillenboote  |                         |                         | |                         |                                                    |                         |
| Tejo                    | Dänemark                |                         | NRP Tejo (P590) NRP Douro (P591) NRP Mondego (P592) NRP Guadiana (P593)                             | 345,8 t                 | ehemalige Einheiten der Königlich Dänischen Marine |                         |
| Centauro                | Portugal                |                         | NRP Centauro (P1155) NRP Orion (P1156) NRP Pégaso (P1157) NRP Sagitário (P1158)                     | 94 t                    |                                                    |                         |
| Argos                   | Portugal                |                         | NRP Argos (P1150) NRP Dragão (P1151) NRP Escorpião (P1152) NRP Cassiopeia (P1153) NRP Hidra (P1154) | 94 t                    |                                                    |                         |
| Rio Minho               | Portugal                |                         | NRP Rio Minho (P370)                                                                                | 70 t                    |                                                    |                         |

### Hilfs- und Schulschiffe
| Schiffsklasse                     | Herkunft                          | Foto                              | Schiffe                                                    | Anmerkungen                                                                                         |                                   |                                   |
| Hilfsschiffe                      | Hilfsschiffe                      | Hilfsschiffe                      | Hilfsschiffe                                               | Hilfsschiffe                                                                                        | Hilfsschiffe                      | Hilfsschiffe                      |
| Forschungsschiffe (Hidrográficos) | Forschungsschiffe (Hidrográficos) | Forschungsschiffe (Hidrográficos) | Forschungsschiffe (Hidrográficos)                          | Forschungsschiffe (Hidrográficos)                                                                   | Forschungsschiffe (Hidrográficos) | Forschungsschiffe (Hidrográficos) |
| --------------------------------- | --------------------------------- | --------------------------------- | ---------------------------------------------------------- | --------------------------------------------------------------------------------------------------- | --------------------------------- | --------------------------------- |
| Dom Carlos I                      | Vereinigte Staaten                |                                   | NRP Dom Carlos I (A522) NRP Almirante Gago Coutinho (A523) | Forschungsschiff – ehemalige amerikanische USNS Audacious (T-AGOS-11) und USNS Assurance (T-AGOS-5) |                                   |                                   |
| Andrómeda                         | Portugal                          |                                   | NRP Andrómeda (A5203) NRP Auriga (A5205)                   | Forschungsschiff                                                                                    |                                   |                                   |
| Schulschiffe                      |                                   |                                   |                                                            | |                                   |                                   |
| Gorch Fock                        | Deutschland                       |                                   | NRP Sagres (A520)                                          | Segelschulschiff, ehemalige Albert Leo Schlageter der Kriegsmarine                                  |                                   |                                   |
|                                   | Portugal                          |                                   | UAM Creoula (A201)                                         | Segelschulschiff                                                                                    |                                   |                                   |
|                                   | Niederlande                       |                                   | NRP Zarco (A5201)                                          | Segelschulboot                                                                                      |                                   |                                   |
|                                   | Deutschland/ Portugal             |                                   | NRP Polar (A5204)                                          | |                                   |                                   |

### Luftfahrzeuge
Stand: Ende 2018
| Luftfahrzeuge | Herkunft               | Foto         | Verwendung       | Version      | Aktiv        | Bestellt     | Anmerkungen  |
| Hubschrauber  | Hubschrauber           | Hubschrauber | Hubschrauber     | Hubschrauber | Hubschrauber | Hubschrauber | Hubschrauber |
| ------------- | ---------------------- | ------------ | ---------------- | ------------ | ------------ | ------------ | ------------ |
| Westland Lynx | Vereinigtes Königreich |              | Bordhubschrauber | Lynx Mk.95   | 5            |              |              |

### Stützpunkte
- Haupteinsatzbasis: Lissabon-Alfeite (Marinearsenal Arsenal do Alfeite)
- Unterstützungseinrichtungen: Porto, Portimão, Funchal, Ponta Delgada, Tróia
- Flugplatz: Montijo bei Lissabon, die Base Aérea Nº 6 der FAP wird mitgenutzt

### Rüstungsvorhaben

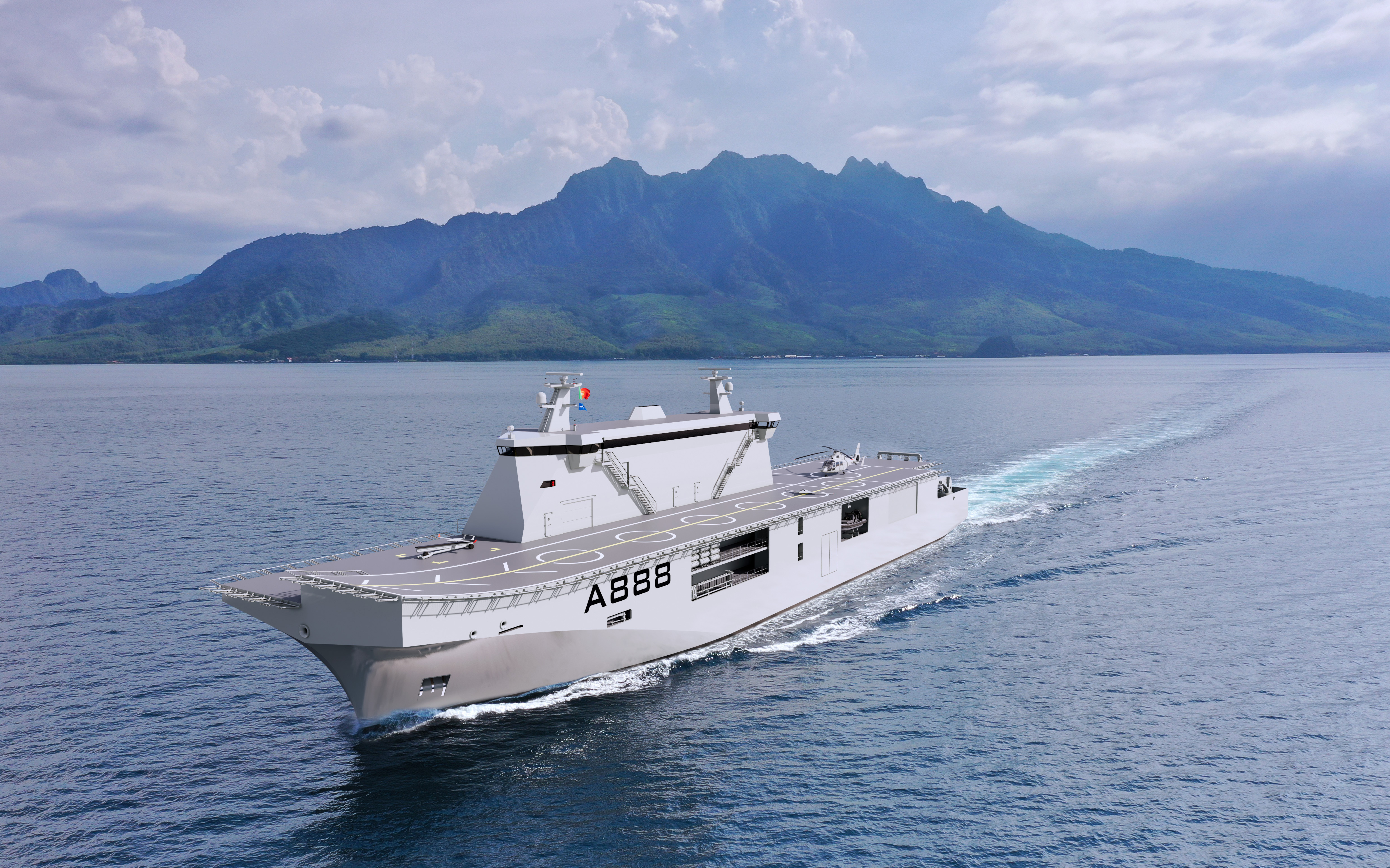
Künstlerische Darstellung der D. João II

Die portugiesische Marine verfolgt zurzeit folgende Rüstungsvorhaben:
- 6 zusätzliche Patrouillenschiffe der Viana-do-Castelo-Klasse[14]
- 1 Mehrzweckschiff D. João II (Kennung: A888)[15]
- 2 Versorgungsschiffe (bestellt Dezember 2024)[16]

## Musik
Bereits in den Aufzeichnungen von Vasco da Gama im ausgehenden 15. Jahrhundert wird eine Kapelle an Bord erwähnt. Die ersten Aufzeichnungen über eine feste Musikkapelle der Marine stammen aus der ersten Hälfte des 18. Jahrhunderts. Die erste Schallplattenaufnahme stammt aus dem Jahr 1903 und gilt als die erste Schallplattenveröffentlichung Portugals. Sie wurde von der The Gramophone and Typewriter Ltd. am 3. April 1903 in Lissabon aufgenommen und im gleichen Jahr in Deutschland gepresst. Die Banda da Armada Portuguesa stand unter der Leitung von Fregattenkapitän Carlos da Silva Ribeiro, als sie bei der 44. Musikschau der Nationen 2008 in Bremen gastierte.

## Dienstgrade und Dienstgradabzeichen

### Offiziere
| Dienstgradgruppe        | Flaggoffiziere      | Flaggoffiziere | Flaggoffiziere | Flaggoffiziere   | Flaggoffiziere    | Stabsoffiziere          | Stabsoffiziere     | Stabsoffiziere   | Subalternoffiziere | Subalternoffiziere   | Subalternoffiziere            | Offizieranwärter       | Offizieranwärter       | Offizieranwärter |
| ----------------------- | ------------------- | -------------- | -------------- | ---------------- | ----------------- | ----------------------- | ------------------ | ---------------- | ------------------ | -------------------- | ----------------------------- | ---------------------- | ---------------------- | ---------------- |
| Abzeichen               |                     |                |                |                  |                   |                         |                    |                  |                    |                      |                               |                        |                        |                  |
| Dienstgrad              | Almirante da Armada | Almirante      | Vice-almirante | Contra-almirante | Comodoro          | Capitão de Mar e Guerra | Capitão de Fragata | Capitão-tenente  | Primeiro-tenente   | Segundo-tenente      | Guarda-marinha and Subtenente | Aspirante              | Aspirante              | Cadete           |
| Dienstgrad (Bundeswehr) | keine Entsprechung  | Admiral        | Vizeadmiral    | Konteradmiral    | Flottillenadmiral | Kapitän zur See         | Fregattenkapitän   | Korvettenkapitän | Kapitänleutnant    | Oberleutnant zur See | Leutnant zur See              | Oberfähnrich/ Fähnrich | Oberfähnrich/ Fähnrich | Seekadett        |
| NATO-Rangcode           | OF-10               | OF-9           | OF-8           | OF-7             | OF-6              | OF-5                    | OF-4               | OF-3             | OF-2               | OF-1                 | OF-1                          | OF-D                   | OF-D                   | OF-D             |

### Unteroffiziere und Mannschaften
| Dienstgradgruppe        | Unteroffiziere     | Unteroffiziere | Unteroffiziere    | Unteroffiziere    | Unteroffiziere   | Unteroffiziere       | Unteroffiziere      | Mannschaften                       | Mannschaften                  | Mannschaften       | Mannschaften    |
| ----------------------- | ------------------ | -------------- | ----------------- | ----------------- | ---------------- | -------------------- | ------------------- | ---------------------------------- | ----------------------------- | ------------------ | --------------- |
| Abzeichen               |                    |                |                   |                   |                  |                      |                     |                                    |                               |                    | keine Abzeichen |
| Dienstgrad              | Sargento-mor       | Sargento-chefe | Sargento-ajudante | Primeiro-sargento | Segundo-sargento | Primerio-subsargento | Segundo-subsargento | Cabo                               | Primeiro-marinheiro           | Segundo-marinheiro | Grumete         |
| Dienstgrad (Bundeswehr) | Oberstabsbootsmann | Stabsbootsmann | Hauptbootsmann    | Oberbootsmann     | Bootsmann        | Obermaat             | Maat                | Oberstabsgefreiter/ Stabsgefreiter | Hauptgefreiter/ Obergefreiter | Gefreiter          | Matrose         |
| NATO-Rangcode           | OR-9               | OR-8           | OR-7              | OR-6              | OR-6             | OR-5                 | OR-5                | OR-4                               | OR-3                          | OR-2               | OR-1            |